# A-3 (Bosnië en Herzegovina)
De A-3, voluit Autocesta 3 in het Bosnisch of Autoput 3 in het Servisch, is een geplande autosnelweg in Bosnië en Herzegovina, die door de Federatie van Bosnië en Herzegovina zal lopen. De weg zal van Žepče naar Tuzla lopen. In Žepče zal de weg aansluiten op de A-1 tussen Sarajevo en Doboj en in Tuzla op de A-2 naar Brčko.